# デーブ・ロバーツ (1933年生の内野手)
デビッド・レオナルド・ロバーツ（David Leonard Roberts, 1933年6月30日 - 2021年10月2日）は、パナマ共和国パナマ市出身のプロ野球選手（内野手）。

## 経歴
1952年にプロ入り。1962年にAAAのオクラホマシティ89ersで打率.322、96打点の好成績を挙げて、ヒューストン・コルト45'sに昇格しメジャー初出場を果たす。1964年は一塁手や代打で61試合に出場するが、打率.184、1本塁打と成績を残せず、1965年はメジャー昇格はならなかった。1966年にピッツバーグ・パイレーツに移籍するも、主に代打で14試合の出場で打率.125に終わった。
1967年にNPBサンケイアトムズへ入団。シーズン開始前、同僚の豊田泰光とのバット談義でこれまで使っていた「重く長いバット」を「軽く短い日本製のバット」に変えてみたところオープン戦で結果を残すようになる。NPBでの初本塁打は4月22日、後楽園球場での対読売ジャイアンツ1回戦で記録している。同年は開幕から打の主軸として起用され、当時の同僚であったルー・ジャクソンとともに弱小だったアトムズ打線を支え、王貞治に次ぐリーグ2位の89打点を記録した。
1969年は8月半ばまで打撃3部門でトップに立ち三冠王も期待されていたが、8月20日の巨人戦でベースカバーに入ろうとした投手と塁上で衝突し負傷、復帰に3週間を要した。この影響もあってタイトルは一つも取れなかったが、打率.318、37本塁打（いずれも王貞治に次ぐ2位）、95打点（長嶋茂雄、王貞治に次ぐ3位）の好成績を記録。同年9月18日の阪神戦では1試合3本塁打を放ち、外国人選手としてはNPB最速の通算100号本塁打を記録している。
1960年代の助っ人外国人選手の中での成績はトップクラスである。特に長打力はリーグ全体でもトップクラスで、セントラル・リーグの本塁打王争いでは独擅場であった王貞治の牙城を度々脅かすも、タイトル奪取は叶わなかった。アトムズには計6年半在籍したが、ヤクルト（前身の国鉄、サンケイも含む）に入団した外国人の在籍期間としては、アレックス・ラミレスが2007年に並ぶまで最長。なお、同球団での本塁打数「181」もラミレスに破られるまでは外国人記録であった。
1973年6月にヤクルトがジョー・ペピトーンを獲得したことに伴い、ロバーツはコーチ就任要請を受けるが給料の低さゆえにこれを拒絶する。これに目を付けた近鉄バファローズの誘いを受けて移籍。しかし、近鉄ではわずか2本塁打しか打てず、同年オフに引退・帰国。
引退後は、マイナーリーグのチームで打撃コーチを歴任。その後、カリフォルニア州ノースリッジでゴルフ用品販売業を営んだ。

## 人物
日本文化に積極的に溶け込もうと努力し、NPB在籍中は大きなトラブルも起こさずチームメイト・首脳陣からの信頼も厚く「日本人以上の日本人」と言われていた。シーズンオフには帰国せずに上智大学の聴講生として英文学と数学の授業を受講していた。

## 詳細情報

### 年度別打撃成績
| 年 度    | 球 団                      | 試 合 | 打 席 | 打 数 | 得 点 | 安 打 | 二 塁 打 | 三 塁 打 | 本 塁 打 | 塁 打 | 打 点 | 盗 塁 | 盗 塁 死 | 犠 打 | 犠 飛 | 四 球 | 敬 遠 | 死 球 | 三 振 | 併 殺 打 | 打 率 | 出 塁 率 | 長 打 率 | O P S |
| -------- | -------------------------- | ----- | ----- | ----- | ----- | ----- | -------- | -------- | -------- | ----- | ----- | ----- | -------- | ----- | ----- | ----- | ----- | ----- | ----- | -------- | ----- | -------- | -------- | ----- |
| 1962     | HOU                        | 16    | 63    | 53    | 3     | 13    | 3        | 0        | 1        | 19    | 10    | 0     | 0        | 0     | 1     | 8     | 1     | 0     | 8     | 0        | .245  | .339     | .358     | .698  |
| 1964     | HOU                        | 61    | 143   | 125   | 9     | 23    | 4        | 1        | 1        | 32    | 7     | 0     | 1        | 2     | 1     | 14    | 1     | 1     | 28    | 2        | .184  | .270     | .256     | .526  |
| 1966     | PIT                        | 14    | 16    | 16    | 3     | 2     | 1        | 0        | 0        | 3     | 0     | 0     | 0        | 0     | 0     | 0     | 0     | 0     | 7     | 1        | .125  | .125     | .188     | .313  |
| 1967     | サンケイ アトムズ ヤクルト | 126   | 527   | 459   | 72    | 124   | 26       | 2        | 28       | 238   | 89    | 2     | 2        | 1     | 7     | 55    | 2     | 5     | 67    | 4        | .270  | .350     | .519     | .868  |
| 1968     | サンケイ アトムズ ヤクルト | 128   | 537   | 456   | 82    | 135   | 12       | 2        | 40       | 271   | 94    | 4     | 2        | 4     | 7     | 68    | 14    | 2     | 77    | 11       | .296  | .385     | .594     | .979  |
| 1969     | サンケイ アトムズ ヤクルト | 116   | 487   | 424   | 72    | 135   | 18       | 0        | 37       | 264   | 95    | 5     | 1        | 0     | 4     | 49    | 5     | 9     | 48    | 6        | .318  | .397     | .623     | 1.020 |
| 1970     | サンケイ アトムズ ヤクルト | 124   | 474   | 420   | 43    | 100   | 22       | 0        | 19       | 179   | 52    | 1     | 2        | 1     | 2     | 44    | 8     | 7     | 71    | 9        | .238  | .319     | .426     | .743  |
| 1971     | サンケイ アトムズ ヤクルト | 128   | 518   | 452   | 63    | 121   | 20       | 1        | 33       | 242   | 76    | 8     | 2        | 2     | 6     | 49    | 12    | 9     | 65    | 6        | .268  | .347     | .535     | .882  |
| 1972     | サンケイ アトムズ ヤクルト | 120   | 455   | 383   | 55    | 106   | 21       | 1        | 22       | 195   | 63    | 2     | 4        | 0     | 3     | 63    | 16    | 6     | 64    | 11       | .277  | .385     | .509     | .894  |
| 1973     | サンケイ アトムズ ヤクルト | 36    | 132   | 115   | 13    | 29    | 5        | 2        | 2        | 44    | 16    | 0     | 1        | 0     | 0     | 16    | 1     | 1     | 19    | 1        | .252  | .348     | .383     | .731  |
| 1973     | 近鉄                       | 36    | 75    | 65    | 3     | 14    | 0        | 0        | 2        | 20    | 7     | 0     | 0        | 0     | 0     | 10    | 0     | 0     | 10    | 0        | .215  | .320     | .308     | .628  |
| '73計    | 近鉄                       | 72    | 207   | 180   | 16    | 43    | 5        | 2        | 4        | 64    | 23    | 0     | 1        | 0     | 0     | 26    | 1     | 1     | 29    | 1        | .239  | .338     | .356     | .694  |
| MLB：3年 | MLB：3年                   | 91    | 222   | 194   | 15    | 38    | 8        | 1        | 2        | 54    | 17    | 0     | 1        | 2     | 2     | 22    | 2     | 1     | 43    | 3        | .196  | .279     | .278     | .557  |
| NPB：7年 | NPB：7年                   | 814   | 3205  | 2774  | 403   | 764   | 124      | 8        | 183      | 1453  | 492   | 22    | 14       | 8     | 29    | 354   | 58    | 39    | 421   | 48       | .275  | .362     | .524     | .886  |

- サンケイ（サンケイアトムズ）は、1969年にアトムズに、1970年にヤクルト（ヤクルトアトムズ）に球団名を変更
- 各年度の太字はリーグ最高

### 表彰
NPB
- ベストナイン：2回 （1968年、1969年）

### 記録
NPB初記録
- 初出場・初先発出場：1967年4月8日、対阪神タイガース1回戦（阪神甲子園球場）、4番・右翼手として先発出場
- 初打席・初安打：同上、2回表に村山実から中前安打
- 初打点：1967年4月10日、対阪神タイガース2回戦（阪神甲子園球場）、1回表にジーン・バッキーから先制適時打
- 初本塁打：1967年4月22日、対読売ジャイアンツ1回戦（後楽園球場）、7回表に渡辺秀武からソロ

NPB節目の記録
- 100本塁打：1969年9月18日、対阪神タイガース23回戦（阪神甲子園球場）、3回表に若生智男から右越ソロ　※史上53人目（外国人選手3人目）
- 150本塁打：1971年7月18日、対中日ドラゴンズ13回戦（明治神宮野球場）、9回裏に川内八洲男からソロ　※史上29人目（外国人選手史上初）

NPBその他の記録
- 同一シーズン2球団で本塁打：1973年 ※史上2人目
- オールスターゲーム出場：4回 （1968年、1969年、1971年、1972年）

### 背番号
- 24 （1962年、1964年）
- 45 （1965年）
- 4 （1967年）
- 5 （1968年 - 1973年途中）
- 44 （1973年途中 - 同年終了）